# Arturo Galán González
Arturo Galán González – hiszpański pedagog, profesor Narodowego Uniwersytetu Kształcenia na Odległość (Universidad Nacional de Educación a Distancia – UNED) oraz innych uniwersytetów hiszpańskich.

## Życiorys
Doktoryzował się z zakresu nauk pedagogicznych (z wyróżnieniem) na Uniwersytecie Complutense w Madrycie. Był profesorem na uniwersytetach Complutense, Alcalá i Pontificia Comillas w Madrycie.
Jest prezesem Stowarzyszenia na rzecz Badań i Nauczania Uniwersyteckiego i był w latach 2006-2014 sekretarzem generalnym Hiszpańskiego Towarzystwa Pedagogicznego. W lutym 2013 został mianowany redaktorem naczelnym magazynu Bordón. Revista de Pedagogía. W latach 2006–2012 pełnił funkcję prodziekana ds. Badań Wydziału Pedagogicznego UNED. W latach 2008–2012 był pierwszym koordynatorem studiów magisterskich w dziedzinie innowacji i badań w edukacji Wydziału Edukacji UNED.
W działalności badawczej jego kierunki badań koncentrują się na jakości i ocenie ośrodków edukacyjnych, skuteczności szkolnictwa, środowisku pracy, mediacji konfliktowej i ocenie kompetencji dydaktycznych na uniwersytetach. Jest dyrektorem skonsolidowanej grupy badawczej ESPYD (Presential and Distance Higher Education). W latach 2010–2013 był dyrektorem naukowym europejskiego projektu z siedzibą na Uniwersytecie w Mediolanie, dotyczącego kapitału ludzkiego i rozwoju regionalnego. Przebywał na rocznym pobycie naukowym w Boston University School of Education (USA). W 2010 odbył miesięczny pobyt badawczy w Laboratorium Nauczania i Uczenia (TLL) Massachusetts Institute of Technology, a także na innych uczelniach (Harvard i Edynburg w 2012).